# Carrefour de la Ferme-de-la-Faisanderie
Le carrefour de la Ferme-de-la-Faisanderie est situé dans le 12e arrondissement de Paris et plus précisément dans le quartier administratif de Picpus.

## Situation et accès
Le  carrefour de la Ferme-de-la-Faisanderie est situé dans le bois de Vincennes.

## Origine du nom
La voie tient son nom de la ferme de la Faisanderie, ancien établissement agricole qu'elle desservait. La ferme était située à sa création, en 1855, dans la commune de Joinville-le-Pont.

## Historique
Cette voie était située autrefois sur la partie du territoire de la commune de Nogent-sur-Marne annexée à Paris par décret du 18 avril 1929.
Le bois de Vincennes a été classé comme site par décret du 22 novembre 1960.
Cette voie a reçu son nom par arrêté municipal du 14 janvier 1994.